# Richard Spiegelburg
Richard Spiegelburg (né le 12 août 1977 à Georgsmarienhütte) est un athlète allemand spécialiste du saut à la perche. Il est le frère de Silke Spiegelburg.

## Carrière

### Palmarès
| Date | Compétition                    | Lieu              | Résultat | Marque |
| ---- | ------------------------------ | ----------------- | -------- | ------ |
| 1999 | Universiade d'été              | Palma de Majorque | 1re      | 5,60 m |
| 2000 | Championnats d'Europe en salle | Gand              | 4e       | 5,60 m |
| 2001 | Championnats du monde          | Edmonton          | 6e       | 5,75 m |

### Records
| Épreuve          | Performance | Lieu      | Date         |
| ---------------- | ----------- | --------- | ------------ |
| Saut à la perche | 5,85 m      | Stuttgart | 30 juin 2001 |